# Nachrichtensprache
Als Nachrichtensprache bezeichnet man den besonderen Stil, in dem Nachrichten für Hörfunk, Fernsehen und Soziale Medien verfasst sind und den Hörern bzw. Zuschauern präsentiert werden.
Nachrichten-Redaktionen in Hörfunk und Fernsehen geben sich meist einen eigenen Stil, doch gibt es Grundregeln, die bei allen Nachrichtenredakteuren üblich sind. So sind Meldungen bei den Jugend-/Popwellen 1LIVE des WDR sowie MDR Sputnik oder bei der ZDF-Kindernachrichtenmarke logo! anders als bei der Tagesschau formuliert.

## Allgemeine Vorgaben
Grundsätzlich sollen Meldungen für Nachrichtensendungen präzise, kurz und verständlich formuliert sein. Anders als bei Zeitungen kann ein Hörer (auch bei Fernsehnachrichten) einen Satz, der nicht verstanden wurde, nicht noch einmal lesen. Daraus ergibt sich für gesprochene und gehörte Nachrichten die Anforderung, dass ihre Sätze eingängig sind und nicht durch seltsame Wortwahl oder kuriose Konstruktionen zum Grübeln oder Schmunzeln und durch Schachtelsätze oder Fremdwörter zum Weghören verleiten. Nachrichtentexte sollten daher so präsentiert werden, dass sie nicht zum Nachdenken über Sprache oder Wortwahl führen, sondern unmittelbar verständlich machen, was der Redakteur mitteilen wollte.

## Bedeutungsformen
Der Begriff Nachrichtensprache hat zwei Aspekte. Zum einen kann sie das Ideal einer Sprache umfassen, die genau, direkt und verständlich ist. Zum anderen kann sie sich auf die speziellen Satzkonstruktionen, Versatzstücke und journalistische Manierismen beziehen, die besonders in Nachrichten vorkommen. Dazu gehören etwa Satzteile wie „wie es hieß“, „wie aus gut unterrichteten Kreisen verlautete“ oder Wörter wie „unterdessen“ und aneinander gereihte immer wiederkehrende substantivierte Verben wie „Einigung erzielt“, „Erklärung herausgegeben“ etc. Diese Nachrichtensprache ist ein Gebilde, das versucht, so distanziert und so vorsichtig wie möglich über politisches Handeln und meist katastrophale Ereignisse zu berichten. Nachrichten hatten immer den Anspruch, nicht Sprachrohr für Politiker oder weltanschauliche Gruppen zu sein, zugleich aber auch niemals zu bewerten oder auch nur zu interpretieren, was sie vermelden wollen. So entstehen Distanzierungsfloskeln wie „mögliche Gefahren“ (eine Gefahr bedeutet die Möglichkeit, dass etwas Schlimmes geschieht.)

## Formulierungen
In der Regel bekommen Nachrichtenredakteure die Meldungen von Nachrichtenagenturen bereits vorformuliert auf den Tisch. Agenturen legen vielfach den allgemeinen Sprachgebrauch fest, von dem Nachrichtenredakteure oft nicht abweichen. Nachrichtensprache wird in Deutschland sehr stark vom Stil der Nachrichtenagenturen bestimmt, die zugleich Redaktionen von Zeitungen bedienen. Daraus hat sich eine Art Nachrichten-Slang oder Nachrichten-Code mit Wörtern und Sätzen entwickelt. Diese wirken im alltäglichen Sprachgebrauch veraltet und kommen nur noch in den Nachrichten vor („unterdessen“) oder werden geradezu unsinnig aufgefasst wie „Einzelheiten waren zunächst nicht bekannt“ oder „es entstand eine fieberhafte Suche nach Überlebenden“.

### Indirekte Rede
Nachrichten zitieren sehr oft Äußerungen gesellschaftlicher Repräsentanten. Dies geschieht nicht in wörtlicher, sondern durch indirekte Rede. Dafür verwenden Nachrichten traditionell den Konjunktiv I („sei“, „habe“, „wolle“ und nicht: „wäre“, „hätte“, „wollte“). Die indirekte Rede im Konjunktiv I entspricht aber so wenig dem alltäglichen Sprachgebrauch, dass dies geradezu zum Synonym für Nachrichtensprache geworden ist.

### Genau, direkt und verständlich
Im Idealfall formulieren Nachrichtenredakteure genau, direkt und verständlich. Sie vermeiden Schachtelsätze, bevorzugen Verben gegenüber substantivierten Verben und verwenden Fremdwörter sparsam. Der Einsatz von Fremdwörtern beschränkt sich auf gut eingeführte. Fachausdrücke sollten überhaupt nicht genutzt und Zahlen nur selten eingesetzt werden. Sprecher entziehen sich der Suggestionskraft des von Nachrichtenagenturen vorgeschlagenen Nachrichtendeutsch.

#### Beispiel
Von der Nachrichtenagentur kommt eine Meldung, die mit dem Satz beginnt: „Bundeskanzler X hat den französischen Staatspräsidenten Y zu Gesprächen über die Situation im Irak empfangen.“ Dieser Satz enthält fünf Informationen. (Name des Kanzlers, Name des französischen Staatspräsidenten, Ziel des Besuchs, Thema der Gespräche, Akt des Empfangs.) Sollen Nachrichten aber genau, direkt und verständlich sein, so müssen sie zunächst in zwei Sätze aufgeteilt und die Substantive, wo möglich, in Verbform ausgedrückt werden. Nachrichten umfassen stets die genaue Charakterisierung der Akteure, also ihre Namen und Amtsbezeichnungen. Direkt wird die Meldung, wenn sie sich zunächst auf das Geschehen konzentriert: „Bundeskanzler X hat den französischen Staatspräsidenten Y empfangen.“ Leichter verständlich wird die Meldung, wenn das Ziel des Treffens im zweiten Satz genannt und das Substantiv „Gespräch“ als Verb genutzt wird: „Sie wollen über die Lage im Irak sprechen.“ Außerdem kann statt des Begriffes „Situation“ das deutsche Wort „Lage“ verwendet werden.